# Geofagia
La geofagia è la pratica intenzionale di mangiare terreno o sostanze simili, come argilla, gesso o termitai. Si verifica in diversi animali ed è stata documentata in più di 100 specie di primati. La geofagia si verifica anche negli esseri umani ed è segnalata più comunemente tra i bambini e le donne incinte.
La geofagia umana è una forma di pica – la voglia e la consumazione intenzionale di oggetti diversi dal cibo – ed è classificata come un disturbo alimentare nel Manuale diagnostico e statistico dei disturbi mentali se non è socialmente o culturalmente appropriata. Sebbene la sua eziologia rimanga sconosciuta, la geofagia ha molti potenziali benefici per la salute, ma può avere anche conseguenze negative.

## Animali
La geofagia è ampiamente diffusa nel regno animale. Galeno di Pergamo, il filosofo e fisico greco, è stato il primo a registrare l'utilizzo dell'argilla da parte di animali malati o feriti nel II secolo d.C. Questo tipo di geofagia è stato documentato in "molte specie di mammiferi, uccelli, rettili, farfalle e isopodi, specialmente tra gli erbivori".

### Uccelli
Diverse specie di pappagalli sudamericani sono stati visti leccare argilla (clay licks), e i cacatua ciuffogiallo sono stati visti ingerire argilla in Papua Nuova Guinea. L'analisi dei terreni consumati dagli uccelli selvatici mostra che spesso preferiscono terreni con un alto contenuto di argilla, solitamente con una buona parte di argille del gruppo della smectite.
La preferenza per alcuni tipi di argille o terreni può portare ad anomalie del comportamento alimentare. Per esempio, i pappagalli della foresta Amazzonica peruviana si riuniscono non in un'ansa particolare del fiume Manu, ma a uno specifico strato del suolo che si espande orizzontalmente per centinaia di metri lungo quell'ansa. I pappagalli evitano di mangiare gli altri strati un metro sopra o sotto quello preferito. Questi pappagalli mangiano regolarmente semi e frutti acerbi che contengono alcaloidi e altre tossine che rendono i semi e la frutta amari e addirittura letali. Poiché molte di queste sostanze chimiche si caricano positivamente in uno stomaco acido, essi fanno affidamento sui minerali argillosi, che hanno letti di scambiatori cationici (carichi negativamente), per renderle sicure. I loro terreni preferiti hanno scambiatori cationici con una capacità di gran lunga maggiore rispetto agli strati adiacenti scartati, perché sono ricchi di smectite, caolinite e mica. I terreni preferiti superano il minerale puro caolinite e superano o si avvicinano alla bentonite pura per capacità di creare legami con l'acido chinico o tannico.
I test in vitro e in vivo di questi terreni e molti altri del Perù sudorientale indicano che essi rilasciano anche quantità nutrizionalmente significative di minerali quali calcio e sodio. Nel caso del fiume Manu citato sopra, gli strati di suolo preferiti avevano livelli di sodio molto più alti di quelli dei terreni non scelti. Studi ripetuti hanno mostrato che i terreni consumati più comunemente dai pappagalli nel Sud America contengono più sodio di quelli che non vengono consumati.

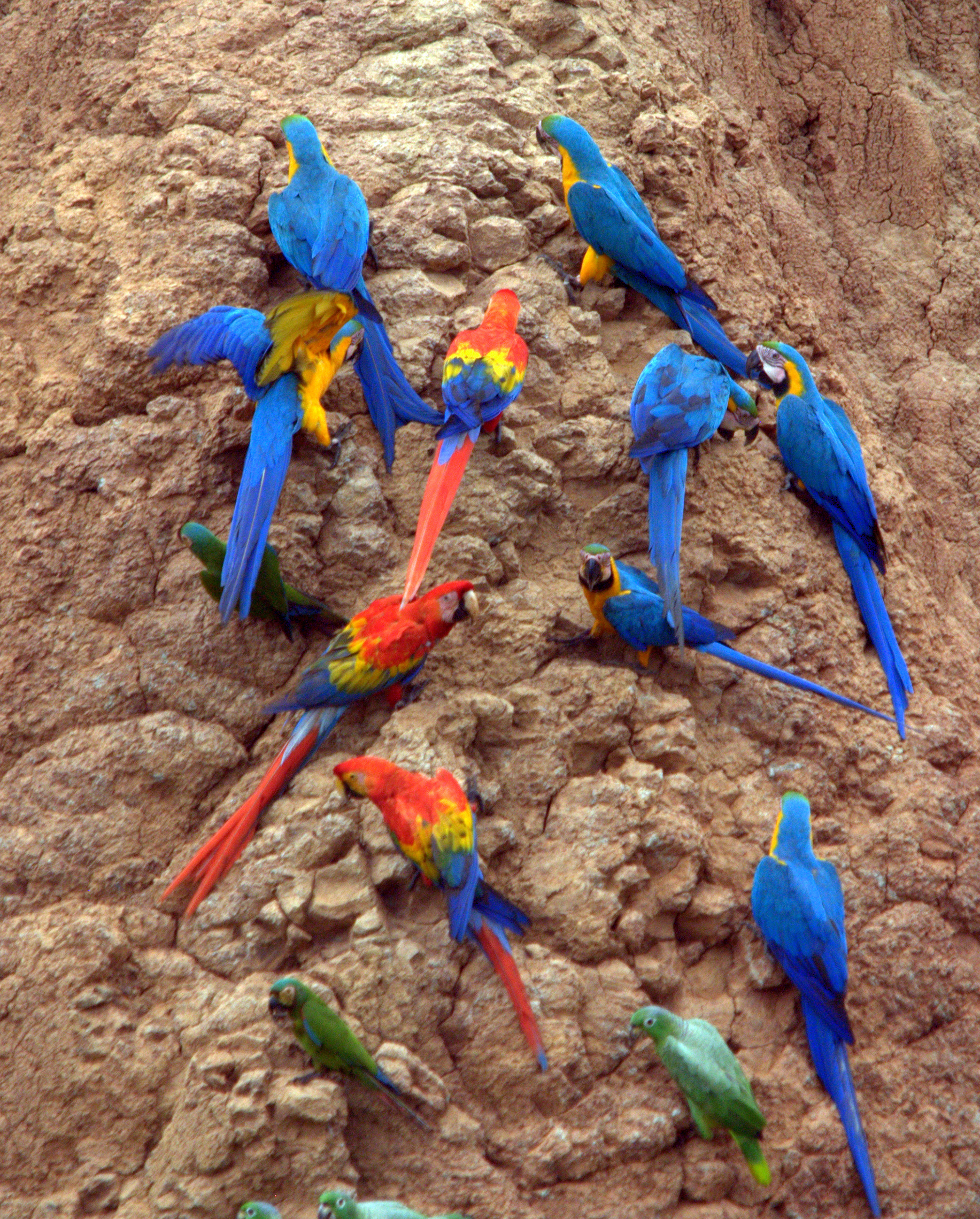
Pappagalli che leccano argilla

Non è chiaro quale fattore determini la geofagia negli uccelli. Tuttavia, è sempre più evidente che il sodio è il fattore più importante per gli uccelli nel Peru sudorientale. È universalmente noto che i pappagalli si nutrono di cibi tossici, ma la geofagia è concentrata in determinate regioni. I ricercatori Lee et al. mostrano che la geofagia nei pappagalli in Sud America è connessa in misura significativa alla distanza dall'oceano. Questo suggerisce che non la variazione della tossicità del cibo, ma la generale mancanza di sodio è un miglior indicatore della distribuzione geografica della geofagia. Questo lavoro, insieme alla recente scoperta dei livelli notevolmente alti di sodio nei terreni consumati, fanno sì che sia altamente probabile che il sodio sia il fattore principale della geofagia nei pappagalli (e possibilmente altri taxa) nel bacino dell'Amazzonia occidentale. Tale ipotesi dei nutrienti supplementari è ulteriormente supportata dal fatto che la geofagia raggiunga il culmine durante il periodo di accoppiamento.

### Primati
Ci sono numerose ipotesi riguardo all'importanza della geofagia nei pipistrelli e nei primati436. Gli scimpanzé nel Parco nazionale di Kibale, in Uganda, sono stati visti consumare terreni ricchi di caolinite poco prima o dopo aver consumato piante come la Trichilia rubescens, che possiede proprietà antimalariche in laboratorio.

### Pipistrelli
Vi è un dibattito riguardo alla principale funzione della geofagia nei pipistrelli, se sia principalmente per i nutrienti supplementari o per la disintossicazione. È noto che alcune specie di pipistrelli si recano regolarmente in luoghi in cui leccare i minerali per aumentare il consumo di questi. Tuttavia, Voigt et al. hanno dimostrato che sia i pipistrelli con un deficit di minerali che quelli sani si recano in tali luoghi con la stessa frequenza. Perciò è improbabile che il supplemento di minerali sia la ragione principale per la geofagia nei pipistrelli. Inoltre, la presenza di pipistrelli nei luoghi in cui possono leccare il sale aumenta durante i periodi in cui è richiesta molta energia. Voigt et al. hanno concluso che lo scopo principale dei pipistrelli è la disintossicazione, per compensare il maggiore consumo di frutta e semi tossici.

## Esseri umani

### Testimonianze antropologiche e storiche
La prova della probabile origine della geofagia è stata trovata nei resti dei primi esseri umani in Africa:
La prova più antica della geofagia praticata dagli esseri umani proviene dal sito preistorico alle Cascate Kalambo al confine tra Zambia e Tanzania (Root Bernstein & Root Bernstein, 2000).
Qui, un'argilla bianca ricca di calcio è stata trovata accanto alle ossa di Homo habilis (l'immediato predecessore dell'Homo sapiens).

— Peter Abrahams, La geofagia e l'ingerimento involontario del suolo
La geofagia è diffusa quasi ovunque nelle società tribali e rurali (sebbene apparentemente non sia stata mai attestata in Giappone o in Corea)  . Nel mondo antico, numerosi scrittori hanno rilevato il fenomeno della geofagia. Si dice che Plinio il Vecchio abbia rilevato l'ingerimento di terreno a Lemno, un'isola greca, e l'uso di terreni di quest'isola è stato segnalato fino al 14º secolo. Ippocrate (460–377 a.C.) menziona la geofagia, e il celebre trattato De medicina di Aulo Cornelio Celso sembra associare l'anemia alla geofagia.
I primi esploratori nelle Americhe hanno notato l'esistenza della geofagia tra i Nativi americani, incluso Gabriel Soares de Sousa, che nel 1587 riportò una tribù in Brasile che la usava nel suicidio, e Alexander von Humboldt, che disse che una tribù chiamata Otomac mangiava ingenti quantità di terreno. In Africa, David Livingstone ha scritto di schiavi che mangiavano terreno a Zanzibar, e si pensa anche che un gran numero di schiavi abbia portato pratiche di geofagia nel Nuovo Mondo con il commercio di schiavi. Gli schiavi che praticavano la geofagia erano chiamati "mangiatori di argilla" perché noti per il loro consumo di argilla così come spezie, cenere, gesso, erba, stucco, vernice e amido.
In tempi più recenti, secondo il libro Dixie's Forgotten People: the South's Poor Whites, la geofagia era comune tra i bianchi poveri negli Stati Uniti sudorientali nel 19° e a inizio 20º secolo, ed era spesso ridicolizzato nella letteratura popolare. La letteratura afferma anche: "Molti uomini ritenevano che mangiare argilla aumentasse le abilità sessuali, e alcune donne sostenevano che mangiare argilla aiutasse le donne incinte ad avere un parto semplice". La geofagia al Sud potrebbe essere stata causata dalla larga diffusione dell'infezione da anchilostoma, di cui il desiderio di consumare il terreno è un sintomo. La geofagia è diventata meno diffusa da quando gli Americani delle zone rurali hanno cominciato ad adeguarsi alla cultura urbana. Tuttavia, terra e argilla cotte e trattate sono vendute nei negozi di cibo salutare e nei mercati all'aperto al Sud degli Stati Uniti.

### Pratiche contemporanee
In Africa, la caolinite, conosciuta talvolta come kalaba (in Gabon e Camerun)), calaba e calabachop (nella Guinea Equatoriale), è mangiata per piacere o per placare la fame. Il caolino per il consumo umano è venduto nella maggior parte dei mercati in Camerun ed è spesso aromatizzato con spezie quali pepe nero e cardamomo. Il consumo è maggiore tra le donne, soprattutto per curare la nausea durante la gravidanza, nonostante i livelli possibilmente pericolosi per il nascituro di arsenico e piombo. Un altro esempio di geofagia è stato riportato a Mangaung, in Sudafrica, dove la pratica è stata studiata dal punto di vista geochimico. Il Calabash chalk (o calabr stone in inglese, craie o argile in francese) è inoltre mangiato nell'Africa occidentale.

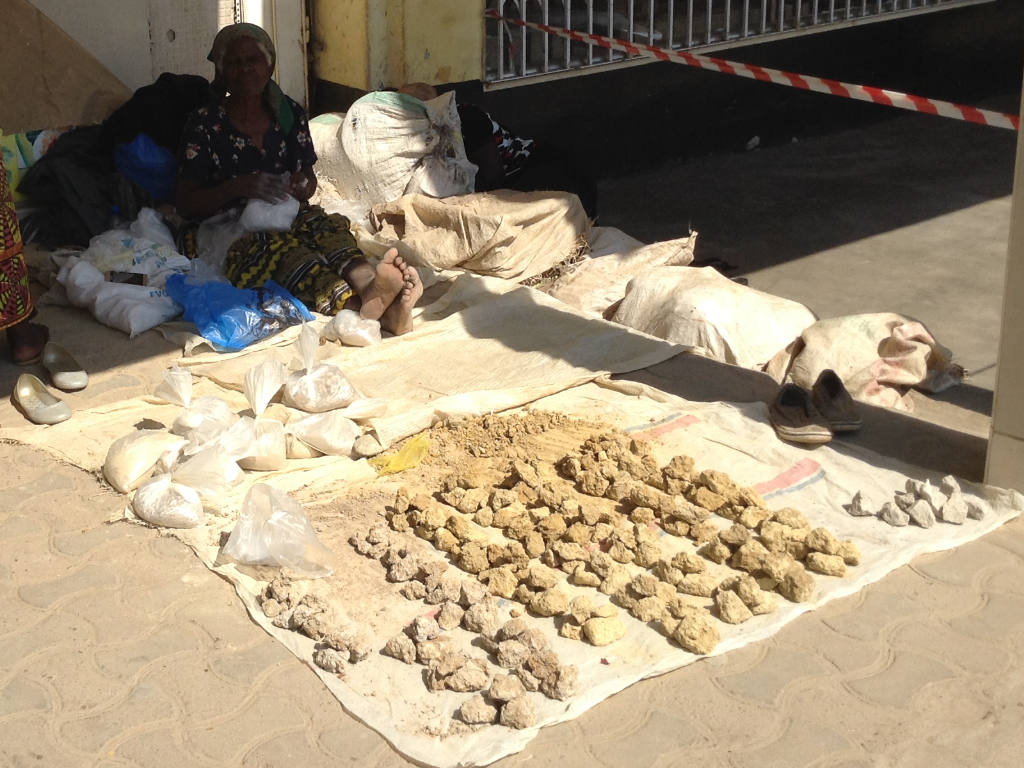
Minerali argillosi commestibili venduti in Zambia

In Haiti, è noto che le persone povere mangino biscotti di fango fatti di terra, sale e grasso alimentare. Questi biscotti hanno un valore nutrizionale minimo, ma riescono a tenere in vita i poveri. Tuttavia, il consumo a lungo termine dei biscotti sembra provocare dolore di stomaco e malnutrizione, ed è sconsigliato dai medici.

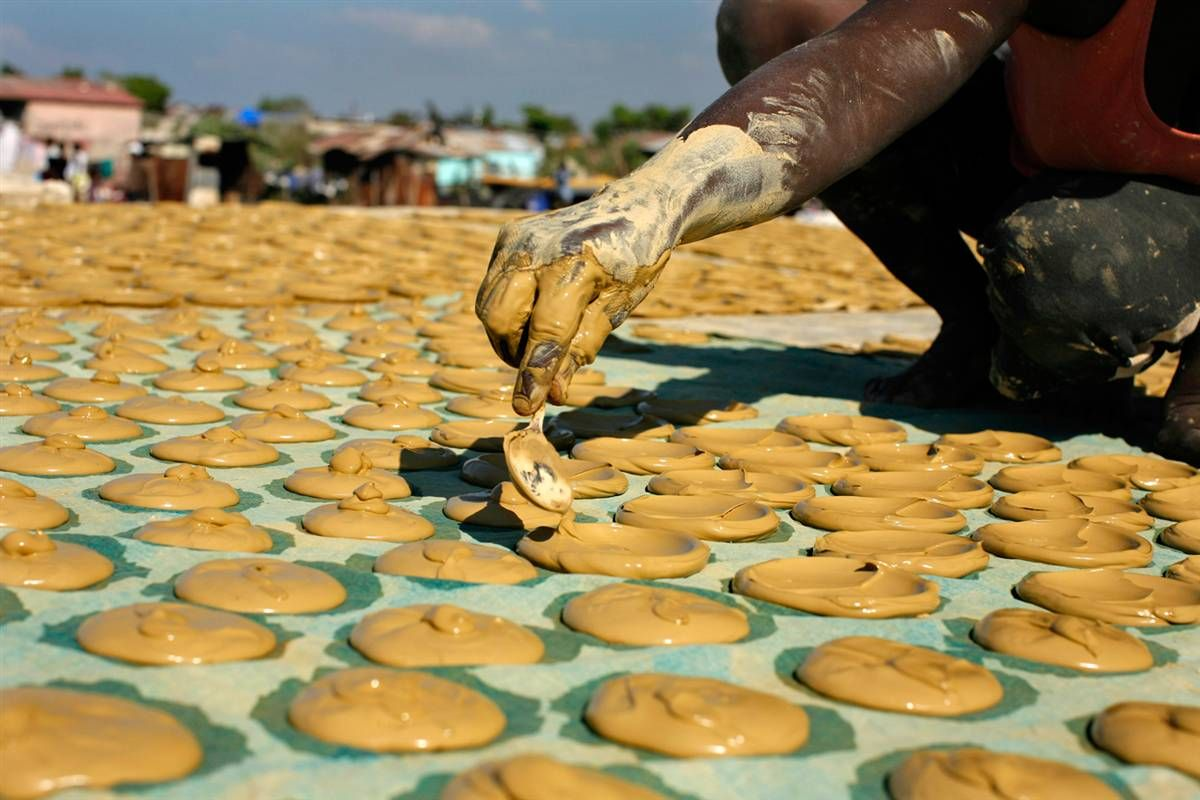
Biscotti di fango mentre vengono preparati

La bentonite è disponibile in tutto il mondo come digestivo; anche il caolino è largamente utilizzato come digestivo e come base per alcune medicine. La palygorskite, un altro tipo di argilla, è un principio attivo in molti medicinali contro la dissenteria.

### Impatto sulla salute
Sembra che i minerali argillosi portino alcuni benefici a livello microbiologico, come la protezione dello stomaco contro tossine, parassiti e agenti patogeni. Gli esseri umani non sono capaci di sintetizzare la vitamina B12, perciò la geofagia potrebbe essere un adattamento comportamentale per ottenerla dai batteri nel suolo. Il contenuto minerale nel terreno può variare di regione in regione, ma molti contengono alti livelli di calcio, rame, magnesio, ferro e zinco, minerali che sono fondamentali per lo sviluppo dei feti che possono causare il desiderio di metallo, terra o ghiaccio da masticare nelle donne in gravidanza. Nella misura in cui queste voglie, e la conseguente consumazione di minerali (così come nel caso della masticazione di ghiaccio o altro cibo freddo vasocostrittore che aiutano ad aumentare l'ossigeno nel cervello restringendo le vene del collo) sono terapeuticamente efficaci diminuendo la mortalità infantile, queste predisposizioni genetiche e gli stimoli ambientali associati si possono trovare probabilmente anche nel bambino. Allo stesso modo, è più probabile che i villaggi impoveriti da diverse generazioni e altre comunità socioeconomiche omogenee dalla genetica chiusa presentino un'espressione genetica del desiderio di terra o argilla, aumentando la probabilità di sopravvivenza attraverso diverse gravidanze per entrambi i sessi.
Ci sono ovviamente dei rischi nel consumo di terra che è stata contaminata da feci umane o animali; in particolare, le uova dei vermi, come l'Ascaris, che possono rimanere in vita nel suolo per anni, possono portare a delle infezioni. Il tetano costituisce un ulteriore rischio. Anche l'avvelenamento da piombo è associato all'ingerimento di terreno, così come i rischi per la salute associati all'esposizione allo zinco possono rappresentare un problema tra le persone che si nutrono di terreno regolarmente. La geofagia in gravidanza è stata associata a interruzioni dell'omeostasi e danni ossidativi nei ratti.